# Klausbernd Vollmar
Klausbernd Vollmar (Remscheid, 22. studenog 1946.) je njemački diplomirani psiholog i književnik, kao i specijalist za simbole u snovima, umjetnost i promidžbu.

## Životopis
Vollmar je studirao Germanistiku/Nordistiku, Lingvistiku, Filozofiju i Geološke znanosti na sveučilištima „Ruhr-Universität“ u Bochumu/SR Njemačka i „McGill Univerity“ u Montrealu, Kanada. Nakon ispita dobio je istraživačku stipendiju „Canada councila“. Radio je kao urednik kulture u njemačkim novinama “Montrealer Nachrichten” (vijesti iz Montreala) koje se izdaju u Kanadi te je bio savjetni režiser na međunarodnom kazalištu u Montrealu. Prethodno je radio kao lektor na “Goethe-institutu” u Finskoj.
Za vrijeme svog drugog studija psihologije i orijentalistike na sveučilištu «Ruhr-Universität» u Bochumuu SR Njemačkoj bio je učenik Olge von Ungern-Sternberg te šamana Black Horse Chavers (Institut Dies, Utrecht/Nizozemska). Nakon dužeg boravka u fundaciji «Findhorn Foundation» u 1980-im godinama i produženih putovanja kroz Aziju, o kojima je pisao u svom romanu «Wasserberg» (Vodena Gora), pridružio se je aktivnoj suradnji u jednoj engleskoj Gurdjieff grupi.
Od početka osamdesetih godina Vollmar zajedno s Wolfgangom Loosom, koji je kasnije kao trener za menedžment u Sjedinjenim Državama vodio vlastiti institut, u radnoj grupi «Interdisziplinäre Arbeitsgruppe» (IAG) (interdisciplinarna radna grupa) na katedri za psihologiju Walthera Niesela podučava tehnike proširenja svijesti i koncentracije. U IAG-Institutu je između ostalog radio u području kriznih intervencija – specijaliziran na tematiku «kako se nositi s ljubomorom» – do početka 1984. godine.
Između 1983. i 1985. godine slijedili su daljnji boravci u Findhornu, gje je po nalogu fundacije «Findhorn Foundation» utemeljio i vodio izdavačku kuću Findhorn.
Od kraja osamdesetih godina autor živi na engleskoj obali, gdje u manjim grupama održava seminare o kreativnom radu sa snovima, razvoju osobnosti i unapređenju kreativnog potencijala. Vollmar živi u gradiću Cley next the Sea/Norfolk, Velika Britanija i u Kölnu u SR Njemačkoj.

## Snovi i simbolika
Polazeći od spiritualnih seminara Vollmar je razvio model dinamičkog razvoja osobnosti, koji se bazira i razvija na tumačenju snova i modernoj teoriji komunikacije. Jedno od glavnih uvjerenja autora, da smislene i uspješne procese odlučivanja i razumijevanja treba shvatiti kao oscilaciju između ženskog (intuicija, sinteza) i muškog (logika, analiza) arhetipa, razvilo se je u to vrijeme te je rezultiralo mnogobrojnim objavljivanjem knjiga kao i radijskim i televizijskim emisijama. K tome se je pridružilo intenzivno bavljenje kreativnim procesima i posebice uvođenje snova u razvoju novih ideja i rješavanju problema. I o tome su se objavljivale knjige. Tri godine je Klausbernd Vollmar radio kao glavni urednik časopisa «Hologramm» u izdavačkoj kući «Bruno Martin». Nadalje je zajedno s fotografkinjom Ilonom Mecke i Martinom Haeuslerom osnovao i vodio knjižaru «Licht und Schatten» (Svijetlo i sjena) u Kölnu/SR Njemačka.
Vollmar piše stručne knjige i drži predavanja uglavnom o temama snovi i simbolika boja. 2004. – 2006. sudjelovao je u krugu stručnjaka «RBB radija», te je njegov rad bio predstavljen i objavljen u mnogobrojnim nadregionalnim novinama i časopisima. U 1990-im godinama osnovao je tzv. «urede za snove» u Njemačkoj, koji su bili aktivni na području osobnog i savjetovanja putem telefona te su izučavali savjetnike za snove. Kasnije se je otud razvio internetportal TraumOnline i software za tumačenje snova. Težište njegovog rada predstavljala je ideja da snovi daju na raspolaganje začuđujući potencijal kreativnosti, kojeg snivač može produktivno korisitit za svoju budućnost. Nadalje se otad bavi sa simbolikom u snovima, literaturom i filmom, modom i promidžbom te posebice simbolikom boja. Svoje ideje predstavlja u predavanjima i kursevima u Njemačkoj, Švicarskoj, Austriji, Engleskoj, Mađarskoj i Lihtenštajnu. Vollmar surađuje s izdavačkim kućama «Königsfurt-Urania», „Heinrich Hugendubel“, „Rowohlt Verlag“ i „Goldmann Verlag“.

## Boje i kreativnost
Vollmar od 2007. godine pojačano radi na povijesti simbola i djelovanju boja. Pritom polazi od razmišljanja poznatih predavača Kandinsky, Klee i Itten, koje je dalje razvijao u skladu s današnjim vremenom. U njegovim intervjuima u njemačkim novinama «Süddeutsche Zeitung» tijekom 2008. godine u prvom planu su bile teme «Boja u modi» i samopredstavljanje. U svojim objavljinjima Vollmar pristupa pitanju, kako kroz boju odjeće djelujemo na druge i što njome možemo postići, te kako šarena okolina djeluje na nas na radnom mjestu ili kod kuće. Također u 2008. godini Vollmar objavljuje prvi njemački leksikon svih pojmova iz svijeta boja «Fascinirajući svijet boja – glosar od A do Z». Vollmar je poznat i kao poznavalac Arktika, kojeg je često proputovao. U svojem tzv. «prijateljskom pismu» na svom websajtu često priča o našoj slici o Arktiku i inuitu u literaturi i filmu.

## Književna djela

### Teme snovi i simbolika
- Quickfinder Traumdeutung / Brzi pronalazač za tumačenje snova; izdanje na njemačkom jeziku
- Traumdeutung – der grosse GU-Kompas / Tumačenje snova – Veliki GU-kompas; izdanje na njemačkom jeziku
- Besser schlafen – besser träumen / Bolje spavati – bolje sanjati; izdanje na njemačkom jeziku
- Das Buch der Traumdeutung / Knjiga o tumačenju snova; izdanje na njemačkom jeziku
- Kurs in Traumdeutung – Professionell Träume deuten Schritt für Schritt / Kurs iz tumačenja snova – korak po korak do profesionalnog tumačenja snova; izdanje na njemačkom jeziku
- Klausbernd Vollmars Welt der Symbole – Lexikon / Klausbernd Vollmarov svijet simbola – leksikon; izdanje na njemačkom jeziku
- Symbole von A-Z / Simboli od A do Z; izdanje na njemačkom jeziku
- Die Weisheit der Träume – Symbolsprache verstehen, nutzen / Mudrost snova – kako razumjeti i primjenjivati jezik simbola; izdanje na njemačkom jeziku
- Das Arbeitsbuch zur Traumdeutung (Neue Erde) – radna knjiga za tumačenje snova; izdanja na njemačkom i francuskom jeziku
- Traumdeutung – Personen; Methoden und Begriffe von A-Z / Tumačenje snova – osobe; metode i terminologija od A do Z; izdanje na njemačkom jeziku
- Träume als Wegzeichen auf der Reise des Lebens – Eine praktische Einführung in die Welt der Traumsymbole / Snovi kao putokazi na životnom putu – praktični uvod u svijet simbola iz snova; izdanje na njemačkom jeziku
- Helfende Träume - Mit Träumen Probleme lösen und Beziehungen beleben / Snovi kao pomagala – kako pomoću snova riješiti probleme i oživjeti odnose; izdanje na njemačkom jeziku
- Sich erfolgreich träumen – Die DreamCreativity®-Methode / sanjajući do uspjeha - DreamCreativity®-metoda; izdanje na njemačkom jeziku
- Traum und Traumdeutung erleben und verstehen / Kako doživjeti i razumjeti snove i tumačenje snova; izdanja na njemačkom i nizozemskom jeziku
- Handbuch der Traumsymbole / Priručnik simbola iz snova; izdanja na njemačkom, talijanskom, poljskom i nizozmskom jeziku
- Ratgeber Traum / San kao savjetnik; izdanje na njemačkom jeziku
- Wahre Träume / Istiniti snovi; izdanje na njemačkom jeziku
- Träume – erinnern und richtig deuten / Snovi – kako ih zapamtiti i pravilno protumačiti; izdanja na njemačkom, nizozemskom, talijanskom, španjolskom i kineskom jeziku
- Traumhafte Lösungen / Rješenja iz snova; izdanje na njemačkom jeziku
- Reise in das Land der Träume / Putovanje u zemlju snova; izdanje na njemačkom jeziku
- Das kleine Buch der Traumsymbole / Mala knjiga simbola iz snova; izdanja na njemačkom i engleskom jeziku
- DreamPower – Handbuch für Träumer / DreamPower – priručnik za snivače; izdanja na njemačkom, češkom i nizozemskom jeziku
- Gelebte Träume sind die besten Träume / Proživljeni snovi su najbolji snovi; izdanje na njemačkom jeziku
- Handbuch der Traumbsymbole – gekürzte und aktualisierte Sonderausgabe / Priručnik simbola iz snova – skraćeno i obnovljeno posebno izdanje; izdanje na njemačkom jeziku

### Hrvatska izdanja na temu snova
- Mudrost snova - kako razumjeti i primjenjivati jezik simbola (CID Nova d.o.o., Zagreb) ISBN 978-953-311-009-7

### Temebojeikreativnost
- Das grosse Handbuch der Farben / Veliki priručnik za boje; izdanje na njemačkom jeziku
- Die faszinierende Welt der Farben – Ein Glossar von A – Z / Fascinirajući svijet boja – glosar od A do /; izdanje na njemačkom jeziku
- Das kleine Buch der Farben / Mala knjiga boja; izdanje na njemačkom jeziku
- Das Malbuch zur Welt der Farben / Bojanka uz svijet boja; izdanje na njemačkom jeziku
- Die Sprache und die Macht der Farbe / Jezik i moć boje; izdanje na njemačkom jeziku
- Das Geheimnis der Farbe Schwarz / Tajna crne boje; izdanje na njemačkom i ruskom jeziku
- Das Geheimnis der Farbe Weiss / Tajni bijele boje; izdanje na njemačkom i ruskom jeziku
- Farben / Boje; izdanje na njemačkom, talijanskom, slovenskom i brazilskom jeziku
- Das Geheimnis der Farbe Rot / Tajna crvene boje; izdanja na njemačkom i ruskom jeziku
- Schwarz-Weiss / Crno-bijelo;izdanje na njemačkom jeziku
- Sprungbrett zur Kreativität / Odskočna daska za kreativnost; izdanje na njemačkom jeziku

### Temačakre
- Das Arbeitsbuch zu den Chakras / Radnja knjiga za čakre; izdanja na njemačkom, hebrejskom, nizozemskom, talijanskom, mađarskom i francuskom jeziku
- Sieben Kräfte hat das Ich / „Ja“ ima sedam snaga; izdanja na njemačkom i nizozemskom jeziku
- Chakren-Arbeit / Rad s čakrama; izdanja na njemačkom i francuskom jeziku
- Chakren / Čakre; izdanja na njemačkom, nizozemskom, talijanskom, španjolskom i brazilskom jeziku
- Fahrplan durch die Chakren / Red vožnje kroz čakre; izdanja na njemačkom, engleskom, francuskom, nizozemskom, indonezijskom, španjolskom i brazilskom jeziku

### Temaeneagram
- Das Arbeitsbuch zum Enneagramm / Radna knjiga za eneagram; izdanja na njemačkom, francuskom, nizozemskom i engleskom jeziku
- Das Enneagramm der Liebe / Eneagram ljubavi; izdanja na njemačkom, češkom i brazilskom jeziku
- Das Enneagramm – Der kosmische Schlüssel zur Selbsterkenntnis / Eneagram – kozmički ključ do vrata samospoznaje; izdanje na njemačkom jeziku
- Das Enneagramm /Eneagram; izdanja na njemačkom, talijanskom, španjolskom i engleskom jeziku

### Druge teme
- Sich vertragen mit dem Liebesvertrag / Kako se pomiriti s ljubavnim ugovorom; izdanja na njemačkom i mađarskom jeziku
- Glückliche Partnerschaften mit dem Liebesvertrag. Wie Sie Ihr Beziehungsleben fröhlicher, kreativer und leichter gestalten / Sretne veze s ljubavnim ugovorom. Kako ljubavni život učiniti veselijim, kreativnijim i lakšim; izdanja na njemačkom jeziku
- Magisch Reisen: England / Magična putovanja: Engleska; izanja na njemačkom jeziku
- Autogenes Training für Kinder / Autogeni trening za djecu; izdanja na njemačkom, španjolskom i talijanskom jeziku

### Zbirna izdanja
- Traumbetrachtungen. In: R. Dahlke: Das grosse Buch der ganzheitlichen Therapien / Promatranje snova. U: R. Dahlke: Velika knjiga cijelosne terapije; str. 479-487; izdanja na njemačkom jeziku
- Fühl Dich gut / Dobro se osijećaj; str. 123-140; izdanja na njemačkom jeziku
- Diane von Weltzien: Das grosse Buch der Energiearbeit / Diane von Weltzien: Velika knjiga o energetskom radu; 2 duža sastava o čakrama; izdanje na njemačkom jeziku

## Vanjske poveznice
http://www.kbvollmar.de/index.php